# Langer August

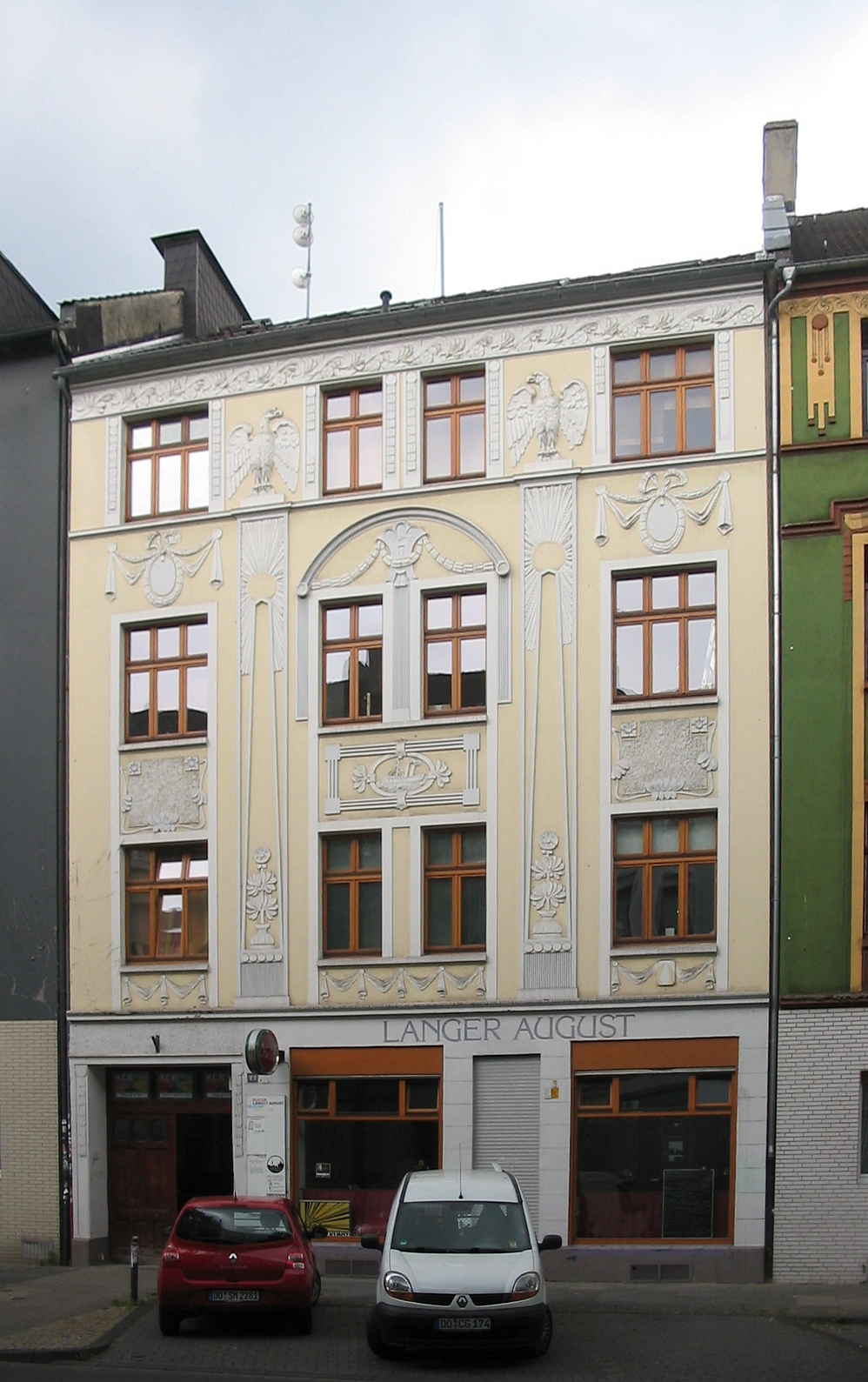
Langer August, 2013

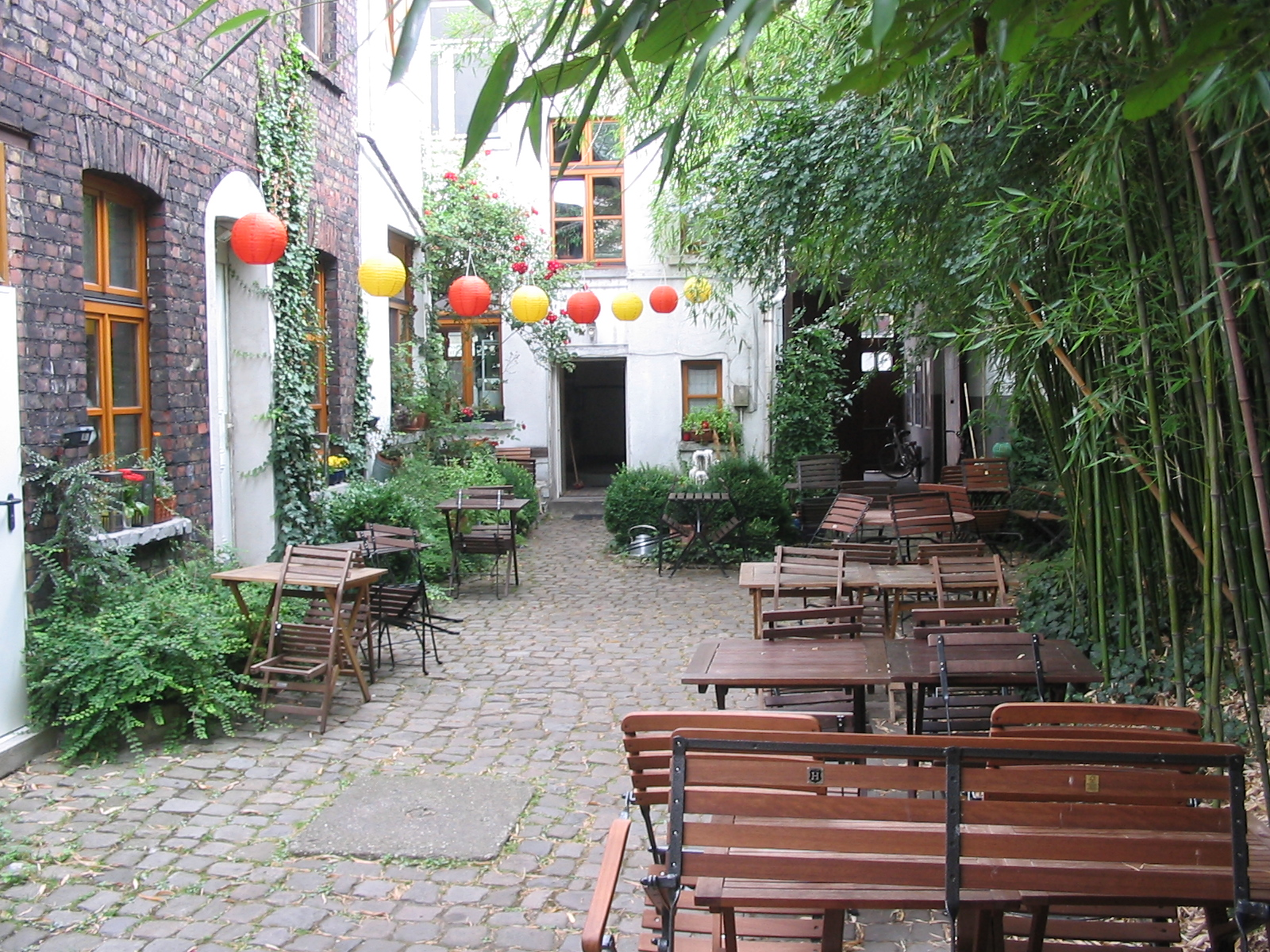
Bambusecke, Innenhof

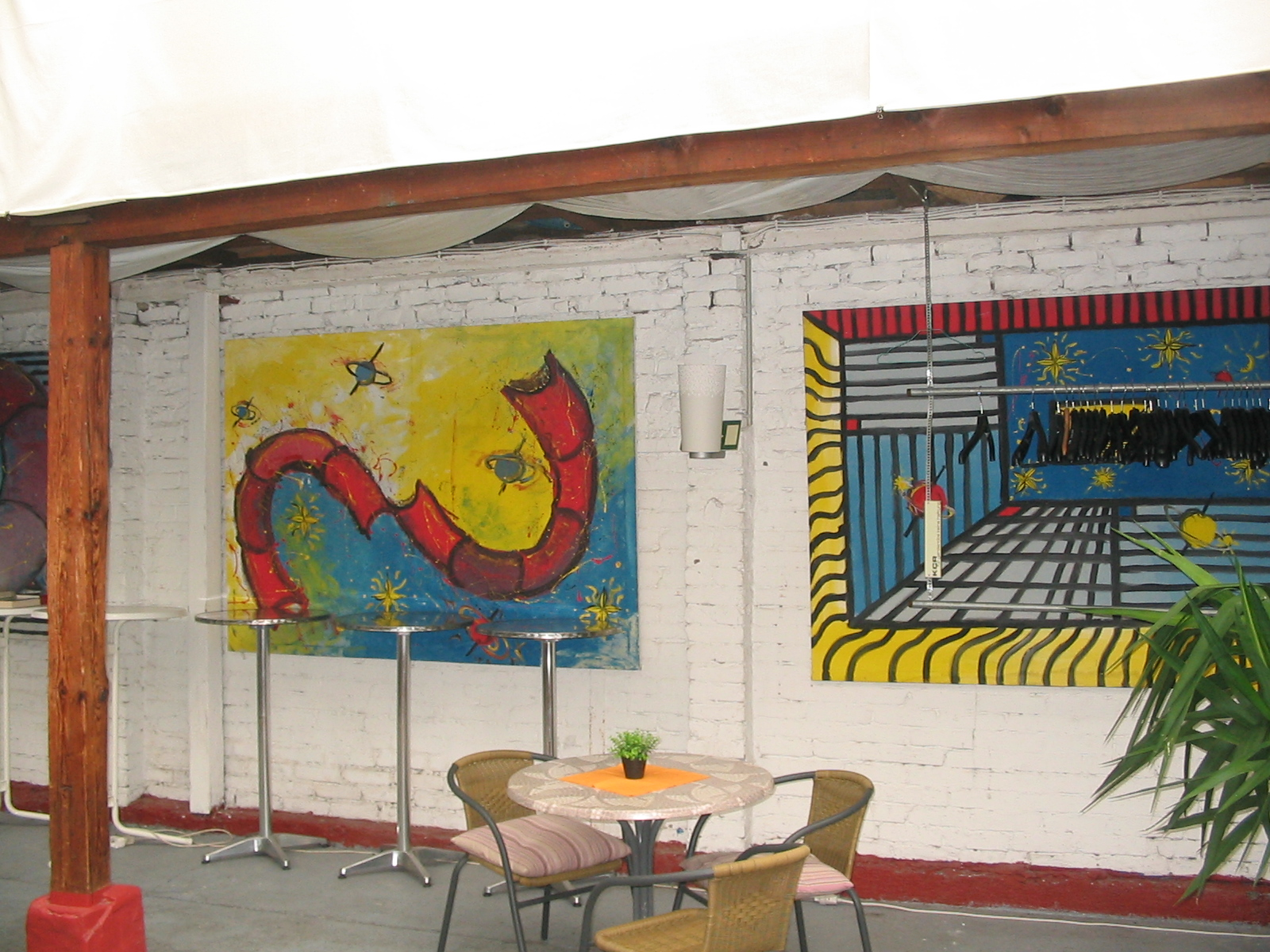
Kommunikationscentrum Ruhr (KCR)

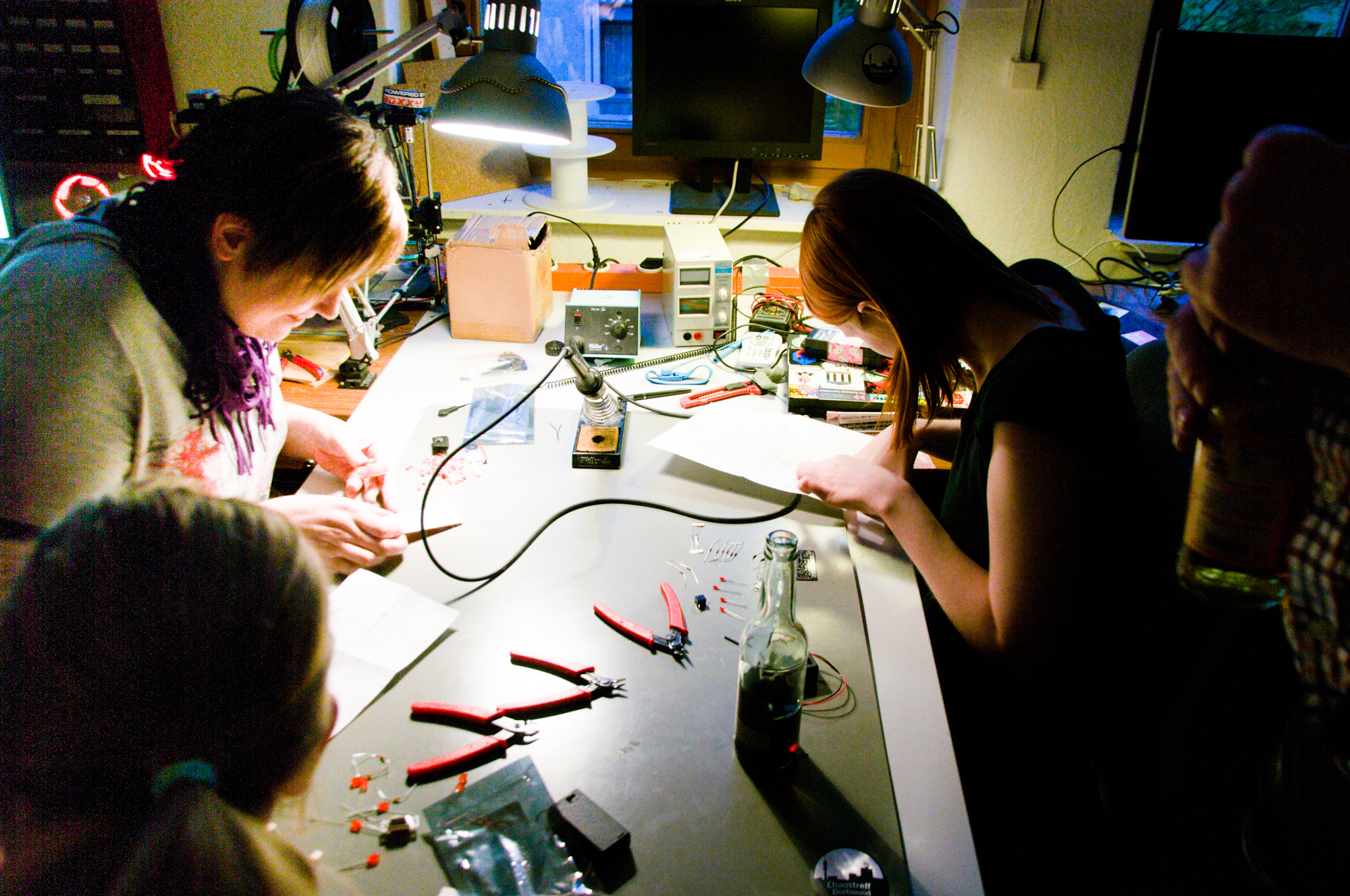
Lötkurs im Chaostreff Dortmund

Langer August ist ein 1979 gegründetes, selbstverwaltetes soziokulturelles Zentrum in Dortmund, das von verschiedenen Gruppen genutzt wird. Es befindet sich im denkmalgeschützten Haus Braunschweiger Straße 22 in der Nordstadt und ist Mitglied in der Landesarbeitsgemeinschaft Soziokultureller Zentren NW.

## Geschichte

### Gebäude
Das Haus wurde 1904/05 von Zimmermeister Wilhelm Köstner erbaut. Bauleiter war Ernst Stephan. 1905 erwarb der Stuckateurmeister Theodor Schäfer das Gebäude. Das Haus ist ein viergeschossiger Bau mit Einfluss aus dem Jugendstil. Die Fassadenarchitektur ist typisch für den Mietwohnungsbau in Arbeitervierteln. Das Haus war ursprünglich ein Zweispänner. Auf einer Etage wohnten jeweils zwei Familien und ein Junggeselle als Kostgänger. Insgesamt bietet die Braunschweiger Straße ein geschlossenes Bild für die Mietsbebauung um die Wende vom 19. zum 20. Jahrhundert.

### Entstehung des soziokulturellen Zentrums
Gerhard Breidenstein, Pfarrer der Evangelischen Studentengemeinde (ESG), erwarb 1977 das Haus, um der Arbeiterselbsthilfe Dortmund (ASD), einer Abspaltung der Dortmunder Selbsthilfe, Wohn- und Arbeitsräume zur Verfügung zu stellen. Nachdem die ASD sich 1979 aufgelöst hatte, wollte Breidenstein das Haus wieder verkaufen, stellte es dann aber einer Gruppe Aktiver zur Verfügung, die darin ein selbstverwaltetes „linkes Zentrum“ für Dortmund einrichten wollten. Anfang 1979 wurde der gemeinnützige Verein Langer August – Verein zur Förderung der politischen Bildung und kulturellen Freizeitarbeit gegründet. Breidenstein blieb vorerst Hauseigentümer, die nutzenden Gruppen verwalteten das Haus aber selbst und trugen die Kosten (Darlehenszinsen und -tilgungen, Steuern und Gebühren). Mitte November 1979 eröffnete das nun auch Langer August genannte Haus offiziell mit einem Bierfest. Der Name erinnert an den Dortmunder Widerstandskämpfer und Kommunisten Kurt Schmidt, der in der Nähe gewohnt hatte und von seinen Freunden aufgrund seiner Körpergröße „Langer August“ genannt wurde. 
Erste Gruppen im Haus waren u. a. Sozialistisches Büro, Bürgerinitiative Umweltschutz Dortmund (Budo), Deutsche Friedensgesellschaft – Vereinigte KriegsdienstgegnerInnen (DFG/VK) Ortsgruppe Dortmund, Zusammenschluss alternativer Kulturschaffender (ZAK), Lehrerzentrum, Antifaschistisches Seminar und Antifaschistische Aktion (in der ESG).
Seit 1983 ist Deutschlands ältestes Lesben- und Schwulenzentrum, das 1972 gegründete Kommunikationscentrum Ruhr (KCR), in einem Gebäude im Hinterhof angesiedelt. 1988 erwarb der Verein das Haus. 1991 wurden die Räumlichkeiten der DFG/VK durchsucht. Ihr wurde vorgeworfen, am Hauptbahnhof ein Flugblatt verteilt zu haben, in dem Soldaten im Falle ihrer Einziehung zum Golfkrieg zur Desertion aufgefordert wurden. Ende 1997 bezog der Wissenschaftsladen Dortmund mit seinem Internetprojekt FREE die dritte Etage. Seit 2005 nutzte der Hackerspace Chaostreff Dortmund (CTDO) einen Raum im Hinterhof. 2008 wurde das Gebäude unter Denkmalschutz gestellt. Der Chaostreff Dortmund zog 2010 vom Raum im Hinterhof in die zweite Etage des Hauses. 2012 erweiterte der Chaostreff seine Räumlichkeiten und nutzt seitdem die gesamte zweite Etage mit fünf Räumen.
Am 4. Juli 2018 wurde auf Anordnung der Zentral- und Ansprechstelle Cybercrime Nordrhein-Westfalen eine Hausdurchsuchung durchgeführt. Es sollten Server beim Wissenschaftsladen Dortmund ausfindig gemacht werden, über die Aktivisten gegen das geplante französische Atommüll-Endlager Bure „geheime Dokumente“ verbreitet haben sollen. Diese waren zuvor durch eine Sicherheitslücke beim französischen Ingenieursdienstleister Ingérop entwendet worden. Mehrere Türen, darunter eine Panzertür, wurden aufgebrochen und Rechner und Dokumente beschlagnahmt. Betroffen war auch das Freie Radio Freies Sender Kombinat.

## Initiativen
Im Langen August ansässig sind u. a. der Wissenschaftsladen Dortmund, das Internetprojekt FREE, die Ortsgruppe Dortmund und der Landesverband der DFG/VK, der Hackerspace Chaostreff Dortmund und zwei Archive. Im Erdgeschoss befindet sich ein Café und unter dem Dach ein Seminarraum. Das Kommunikationscentrum Ruhr (KCR) befindet sich im Hinterhof.